# Ad Willemen
Ad Willemen (Tilburg, 6 april 1941 – aldaar, 23 september 2013) was een Nederlandse beeldend kunstenaar. 

## Leven en werk
Willemen werd van 1957 tot 1961 opgeleid aan de Academie voor Beeldende Vorming in Tilburg en van 1962 tot 1963 aan de Academie voor Beeldende Kunsten Sint-Joost in Breda. Zijn leermeesters waren Nico Molenkamp, Ru van Rossem en Johannes Bernardus Sleper. Na zijn studie verdiepte hij zich verder in lithografie. Daarnaast was hij ook tekenaar, etser, lithograaf en fotograaf. en maakte hij gouaches. Willemen was naast kunstenaar ook vakdocent. Leerlingen van hem waren onder meer Rob Birza, Marc Mulders en Reinoud van Vught.
Ad Willemen werkte zowel in Nederland als zijn atelier in Picardië. Vanaf omstreeks 1998 staat het vrouwelijk naakt centraal in zijn werk, soms afkomstig uit de kunstgeschiedenis, maar meestal weergegeven naar levend model. Zo verwerkte hij in zijn werk 'Art history?' drieëndertig naakten naar voorbeelden van beroemde collega's als Pierro de Cosimo, Lucas Cranach de Oudere, Harunobu en situeert daarbinnen zijn eigen gecreëerde dame.
Als kunstenaar heeft Willemen geëxposeerd in Nederland en in het buitenland. Hij ontving verschillende prijzen en eervolle vermeldingen. Werk van Willemen bevindt zich onder meer in de collecties van het Museum Boijmans Van Beuningen, het Noordbrabants Museum, het Amsterdam Museum (als onderdeel van de Jan Luiken collectie) en in de collecties van Philip Morris en ABN AMRO. Ook het inmiddels opgeheven museum Scryption en het Museum for Samtid Grafikk bezaten werk van Willemen.
Willemen overleed in september 2013 aan de gevolgen van een hersentumor. Zijn laatste prent maakte hij voor de printbiënnale in het Chinese Shenzen. De titel van deze prent "My last print with heavy struggle with my glioblastoma" was een verwijzing naar zijn ziekte. Glioblastoma is de wetenschappelijke naam voor het agressieve soort hersentumor waartegen Willemen in het laatste jaar van zijn leven streed.

## Prijzen
- Prijs (Biënnale Frederikstad, 1986)
- Eerste prijs (Grafische School Eindhoven, 1989)
- Juryprijs (Biënnale Frederikstad, 1999)
- Eervolle vermelding (Biënnale voor Grafische Kunsten, Brugge, 2000)